# Сикоракс (спътник)
Вижте пояснителната страница за други значения на Сикоракс.
Сикоракс е естествен спътник на Уран. Открит е на 6 септември 1997 г. от Филип Никълсън, Брет Гладман, Джоузеф Бърнс и Джон Кавеларс при наблюдения от 200-инчовия текескоп Хейл. Дадено му е предварителното означение S/1997 U 2, като се използва и алтернативното име Уран 17.
Орбитата на спътника е ретроградна и с висока инклинация. Съставът на тялото вероятно е смес от скали и лед. Необичайният червен оттенък издава вероятен произход, свързан с пояса на Кайпер.
Спътникът носи името на майката на Калибан от пиесата на Уилям Шекспир "Бурята".